# René Darquistade
René Darquistade, ou d'Arquistade, né le 26 juillet 1680 et mort le 14 janvier 1754 à Nantes, écuyer, seigneur de la Maillardiere, de la Classerie et de Saint-Fulgent, fut maire de Nantes de 1735 à 1737, puis de 1740 à 1747.

## Biographie
D'une famille d'origine espagnole, René Darquistade est le fils de René Arnaud d'Arquistade, négociant à la Fosse (Nantes) et actionnaire d'origine de la Société de l'Île Feydeau, et de Marie Audet. Il est le frère du navigateur et explorateur, Joachim Darquistade. 
En 1714, il épouse Françoise Descasaux de La Foliette, nièce de Joachim Descazeaux du Hallay dans le manoir de la Foliette à La Haie-Fouassière et fille de Pierre Julien Descazeaux, frère aîné de Joachim
Il fut armateur, l'un des quatre lieutenants du grand veneur de France et colonel de la milice bourgeoise.
Au nord de la place de la Bourse, au no 3, il fait construire l'hôtel d'Arquistade. Le bâtiment, œuvre de l'architecte Pierre Rousseau, mélange les styles décoratifs classique et Louis XV.
En 1715, il va être un appui et allié important pour la bonne réussite du procès de Pauline Villeneuve afin d'obtenir sa liberté.
Vers 1731, René Darquistade fait planter dans les serres de sa propriété de la Maillardière aux Sorinières au sud de Nantes, un laurier tulipier ou Magnolia grandiflora. Cet exemplaire, identifié en 1764 par le botaniste François Bonamy, est à l'origine des magnolias qui ont fait la réputation du jardin des plantes de Nantes.

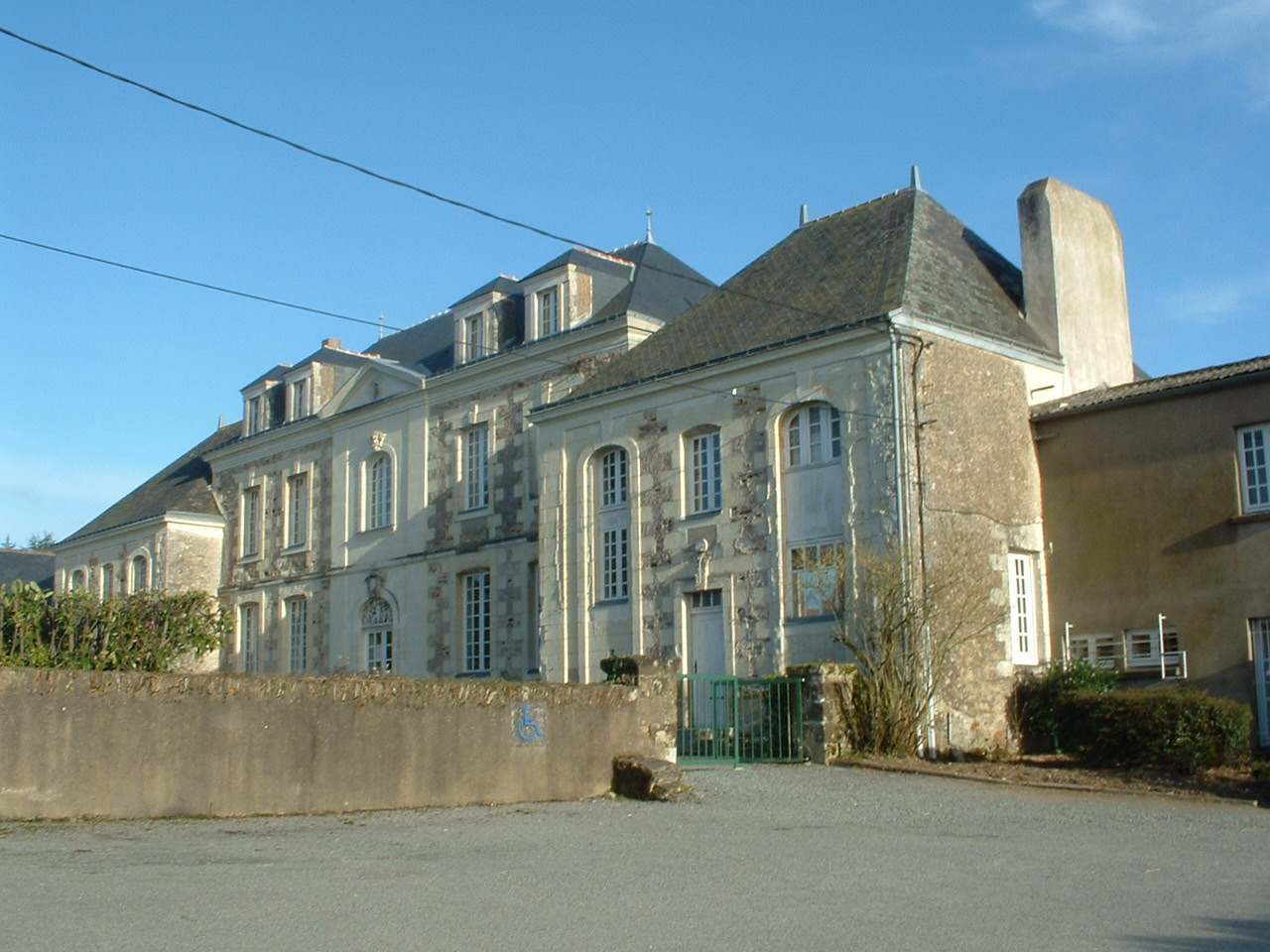
Château de la Classerie
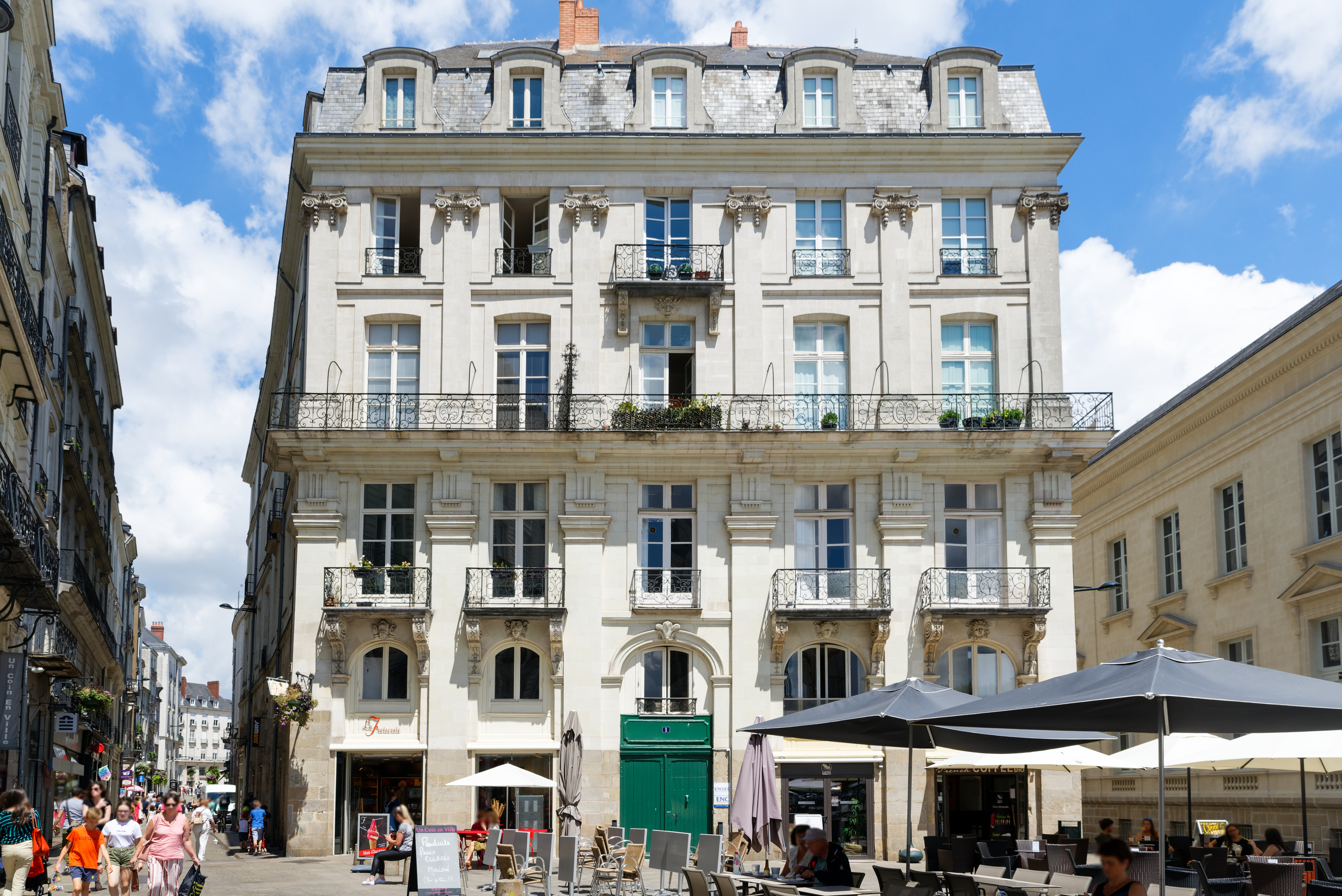
Hôtel d'Arquistade à Nantes